# Pepe Diokno
Jose Lorenzo "Pepe" Diokno (Manilla, 13 augustus 1987) is een Filipijnse filmmaker. Met zijn debuutfilm Engkwentro (Engels: Clash) uit 2009 de Horizons Award en de Luigi De Laurentiis Award op het Filmfestival van Venetië. Met deze film was hij bovendien genomineerd voor een Gawad Urian Award in de categorieën beste regisseur en beste filmscript. De Gawad Urian Award is een van de belangrijke filmprijzen in de Filipijnen.
Pepe is een kleinzoon van voormalig Filipijns senator en advocaat Jose Diokno.